# 진영 (1991년)
진영(본명: 정진영, 1991년 11월 18일~)은 대한민국의 가수이자 배우이며, 대한민국의 보이 그룹 《B1A4》의 리더, 리드 보컬 등을 리스트로 활동하였다. 현재는 배우로 활동중이다.

## 학력
- 남산초등학교 (졸업)
- 충주미덕중학교 (졸업)
- 중산외국어고등학교 중국어학과 (졸업)
- 청주대학교 연극영화학과

## 생애

### 데뷔 전
1991년 11월 18일, 충청북도 충주시에서 1남 1녀 중 막내로 태어났다. 외할아버지는 1986년 주현미의 4집 수록곡 〈탄금대 사연〉을 작사한 이병환 선생이다. 충주미덕중학교를 졸업하고 중산외국어고등학교에 입학하였다. 학창 시절(2002년)에, 연예인의 꿈을 키우며 홀로 주말마다 서울로 올라와 오디션을 보았다고 한다. 이때 보게 된 오디션에서 《왕의 남자》 공길의 연기를 하기도 하였다. 또 드라마 《최강 울엄마》와 《위기탈출 넘버원》 및 광고의 단역 출연, 퀴즈쇼 참가, 아침방송 《생방송 세상의 아침》 코너 독특한 10분 극장 출연 등 여러 가지로 활동하였다.

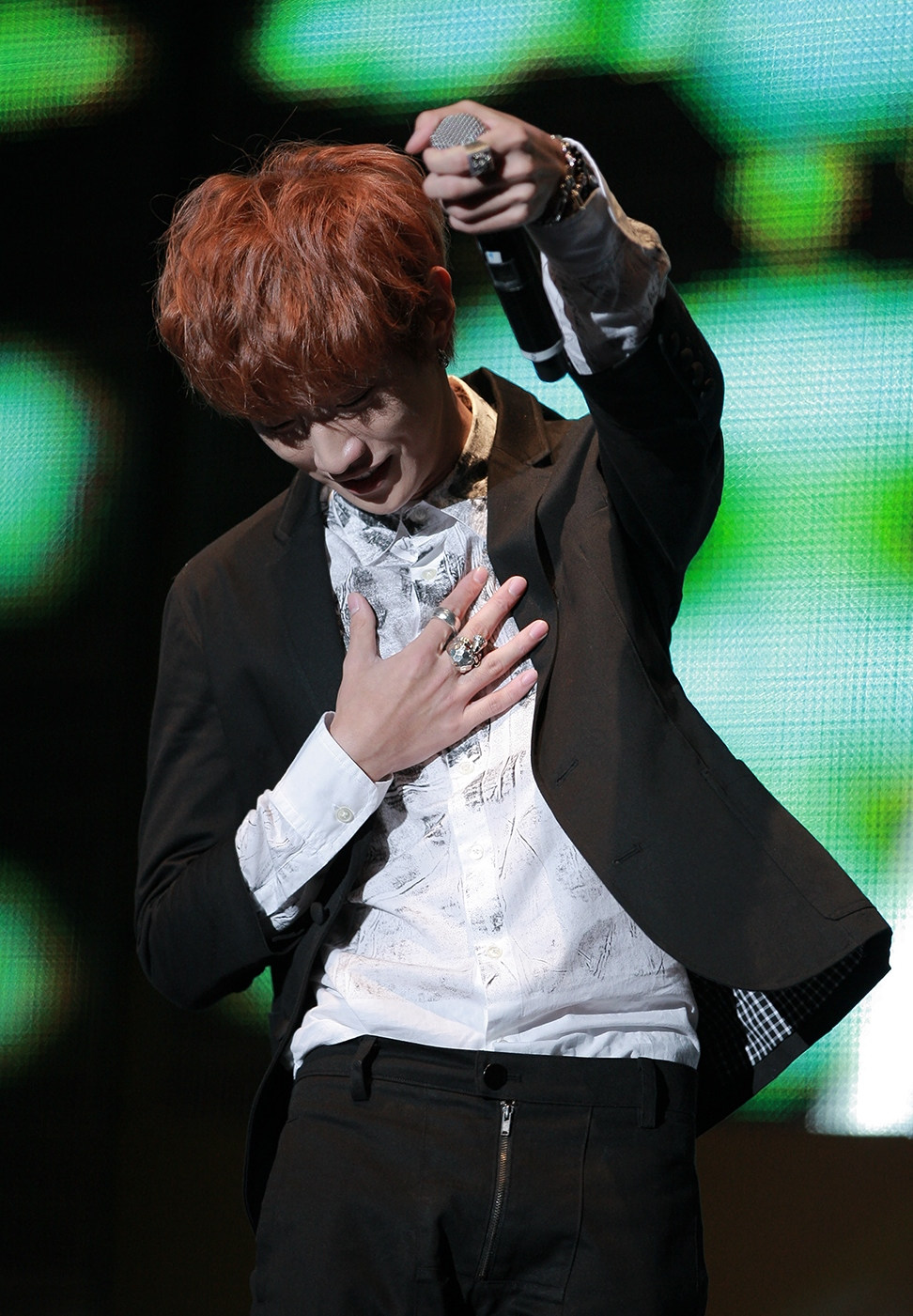
멜론 땡큐콘서트 중인 진영

고등학교 3학년에 이르는 해, WM 엔터테인먼트에 캐스팅 제의를 받고 오디션을 통해 바로에 이어 B1A4에 두 번째로 합류하게 된다. 2011년 4월 23일, MBC 《쇼! 음악중심》에서 B1A4 데뷔 앨범 Let's Fly의 타이틀곡 "O.K"로 정식 데뷔 무대를 열었다.

### 데뷔 후
2012년 8월 31일, B1A4가 메인 OST를 불렀던 MBC 금요드라마 《천 번째 남자》에 구미진 (배우 강예원)의 첫사랑 '민규'의 대학생 시절 역으로 특별출연하였다.
2013년 4월부터 7월까지 방영된 tvN 금요드라마 《우와한 녀》의 '공민규' 역에 캐스팅되었다. 돈만 밝히는 양아치 역의 학생인 진영의 상대배우는 민규의 지도선생 '유난희' 역의 양진성이었다. 시한부인 난희를 애절하게 사랑한 순정파 '공민규' 역을 무난히 소화해 시청자들로부터 호평을 이끌어냈다.
2014년 1월, 2013년에 촬영한 영화 《수상한 그녀》가 개봉되었다. 맡은 배역은 주인공 '오두리'의 손자 '반지하' 역이다. 2015년 1월, Mnet 뮤직드라마 칠전팔기 구해라의 서브 남자주인공 '강세찬/레이킴' 역에 캐스팅되었다.
2015년 5월 13일부터 7월 2일까지 MBC 수목 미니시리즈 《맨도롱 또똣》에 출연하였다. 이번 드라마는 진영에게 첫 지상파 드라마 고정이다. 배역 이름은 '정풍산'으로, '백건우' (배우 유연석)가 운영하는 레스토랑 '맨도롱 또똣'에서 일하는 20대 중반의 직원이다. 관찰력과 표현력이 뛰어나 모든 일들을 세밀히 관찰하여 타인에게 자극적으로 각색해 설명해주는 인물이다.
2018년 6월 WM 엔터테인먼트와의 전속계약이 만료되었으며, 이후 링크에잇 엔터테인먼트와 계약하여 개인 스튜디오인 J.GROUND를 세웠다. WM 엔터테인먼트에서는 B1A4를 3인조로 재편할지, 진영을 B1A4 활동에 동참시킬지는 정해지지 않았다고 밝혔다.
2018년 11월 16일 WM엔터테인먼트에서 B1A4 3인 체제로 유지한다고 공식 발표했다. 그러나 진영은 B1A4 탈퇴한다고 하지 않았고 기회가 되면 다시 5인 체제로 활동할 수 있기 때문에 아직 B1A4 소속이다.
현재는 매니지먼트 런 소속이다.

## 출연 작품

### 드라마
| 연도 | 방송사    | 제목                                  | 배역                | 출연 횟수 | 비고                        |
| ---- | --------- | ------------------------------------- | ------------------- | --------- | --------------------------- |
| 2012 | MBC       | 천 번째 남자                          | 민규 대학생 시절    | 1회       | 특별출연                    |
| 2013 | tvN       | 우와한 녀                             | 공민규              | 12회      | 첫 연기고정                 |
| 2015 | Mnet      | 칠전팔기 구해라                       | 강세찬/레이킴       | 12회      | 1-2회 강세찬, 3-12회 레이킴 |
| 2015 | MBC       | 맨도롱 또똣                           | 정풍산              | 16회      | 첫 지상파 연기작            |
| 2015 | 네이버 TV | 연애탐정 셜록K                        | 금강산(탐정의 조수) | 10회      | 첫 웹드라마 연기작          |
| 2016 | KBS2      | 구르미 그린 달빛                      | 김윤성              |           | kbs 연기대상 신인상 수상    |
| 2017 | KBS2      | KBS 드라마 스페셜 - 우리가 계절이라면 | 오동경              |           | 단막극                      |
| 2019 | 네이버 TV | 웹드라마 풍경                         | 다니엘/이건우       |           | 웹드라마                    |
| 2019 | Netflix   | 첫사랑은 처음이라서                   | 서도현              |           |                             |
| 2021 | KBS2      | 경찰수업                              | 강선호              |           |                             |
| 2023 | KBS2      | 어쩌다 마주친, 그대                   | 해준과 윤영의 아들  |           | 특별출연                    |
| 2023 | Netflix   | 스위트 홈 2                           | 박찬영              |           |                             |
| 2024 | Netflix   | 스위트홈 시즌 3                       | 박찬영              |           |                             |
| 2024 | KBS2      | 수상한 그녀                           | 대니얼 한           |           |                             |
| 2025 | ENA       | 착한 여자 부세미                      | 전동민              |           |                             |

### 영화
| 연도   | 제목                          | 배역    | 감독        | 비고             |
| ------ | ----------------------------- | ------- | ----------- | ---------------- |
| 2014년 | 수상한 그녀                   | 반지하  | 황동혁      |                  |
| 2016년 | 벅스 어택 - 바퀴 편           |         | 황동혁      | 옴니버스 웹 무비 |
| 2019년 | 내안의 그놈                   | 김동현  | 강효진      |                  |
| 2022년 | 씽2게더                       | 조니 역 | 가스 제닝스 |                  |
| 2025년 | 그 시절, 우리가 좋아했던 소녀 | 진우 역 | 조영명      |                  |

### 예능 프로그램
- 2011년 SBS MTV 《매치업》 ... 고정 출연
- 2014년 KBS2 《밀리언셀러》 - 주현미의 〈동행〉 작곡 (2위)
- 2015년 Mnet 《PRODUCE 101》 ... 프로듀스로 출연
- 2016년 Mnet 《음악의 신 2》 ... 게스트 출연
- 2016년 MBC 《미스터리 음악쇼 복면가왕》 - (날 울리지마 겁쟁이사자) ... 게스트 출연
- 2016년 MBC 《은밀하게 위대하게》 ... 게스트 출연
- 2016년 SBS 《꽃놀이패》 ... 게스트 출연
- 2017년 KBS2 《슈퍼맨이 돌아왔다》 (특별출연)

## 음반 활동
| 앨범 정보                                                                | 트랙리스트                                       |
| ------------------------------------------------------------------------ | ------------------------------------------------ |
| 칠전팔기 구해라 OST Part 1 - 발매일 : 2015년 1월 10일 - 배급사 : CJ E&M  | 1. 힘내 2. 당신과 만난 이날 (Feat. 바로 of B1A4) |
| 칠전팔기 구해라 OST Part 5 - 발매일 : 2015년 2월 7일 - 배급사 : CJ E&M   | 1. 널 만난 이후                                  |
| 칠전팔기 구해라 OST Part 6 - 발매일 : 2015년 2월 14일 - 배급사 : CJ E&M  | 1. 널 사랑해 2. 작은 기다림                      |
| 칠전팔기 구해라 OST Part 7 - 발매일 : 2015년 2월 21일 - 배급사 : CJ E&M  | 1. 진심 2. I'm In Love                           |
| 칠전팔기 구해라 OST Part 10 - 발매일 : 2014년 3월 14일 - 배급사 : CJ E&M | 1. 길#거짓말 2. 그녀가 웃잖아 3. Bounce          |

## 작곡·작사곡 목록
| 단독 | 단독 (타 멤버 랩메이킹 참여) | 공동 | 불참 | (Inst.) 제외 |

| 앨범                                                             | 연도   | 발매일    | 곡 | 곡                                  | 작사 | 작곡 |
| ---------------------------------------------------------------- | ------ | --------- | -- | ----------------------------------- | ---- | ---- |
| B1A4 1st Mini Album 《Let's Fly》                                | 2011년 | 4월 21일  | 04 | Bling Girl                          | 단독 | 단독 |
| B1A4 2nd Mini Album 《It B1A4》                                  | 2011년 | 9월 16일  | 04 | Wonderful Tonight                   | 단독 | 단독 |
| B1A4 1st Album 《THE B1A4 I IGNITION》                           | 2012년 | 3월 14일  | 01 | BABY I'M SORRY                      | 단독 | 단독 |
| B1A4 1st Album 《THE B1A4 I IGNITION》                           | 2012년 | 3월 14일  | 07 | FEELING                             | 단독 | 단독 |
| B1A4 1st Album 《THE B1A4 I IGNITION》                           | 2012년 | 3월 14일  | 10 | WONDERFUL TONIGHT (UNPLUGGED REMIX) | 단독 | 단독 |
| B1A4 1st Album Repackage 《THE B1A4 I IGNITION SPECIAL EDITION》 | 2012년 | 5월 24일  | 01 | 잘자요 굿나잇                       | 단독 | 단독 |
| B1A4 1st Album Repackage 《THE B1A4 I IGNITION SPECIAL EDITION》 | 2012년 | 5월 24일  | 02 | 너 때문에                           | 단독 | 단독 |
| B1A4 Japanse 1st Album 《1》                                     | 2012년 | 10월 24일 | 01 | Beautiful Lie                       | 공동 | 단독 |
| B1A4 3rd Mini Album 《In The Wind》                              | 2012년 | 11월 12일 | 01 | Intro - In The Wind                 | -    | 공동 |
| B1A4 3rd Mini Album 《In The Wind》                              | 2012년 | 11월 12일 | 02 | 걸어 본다                           | 단독 | 단독 |
| B1A4 3rd Mini Album 《In The Wind》                              | 2012년 | 11월 12일 | 05 | 뭐 할래요                           | 단독 | 단독 |
| B1A4 4th Mini Album 《이게 무슨 일이야》                         | 2013년 | 5월 6일   | 02 | 이게 무슨 일이야                    | 단독 | 단독 |
| B1A4 4th Mini Album 《이게 무슨 일이야》                         | 2013년 | 5월 6일   | 04 | Good Love                           | 단독 | 단독 |
| B1A4 2nd Album 《Who Am I》                                      | 2014년 | 1월 13일  | 01 | Intro - Prologue                    | -    | 공동 |
| B1A4 2nd Album 《Who Am I》                                      | 2014년 | 1월 13일  | 02 | Lonely (없구나)                     | 단독 | 단독 |
| B1A4 2nd Album 《Who Am I》                                      | 2014년 | 1월 13일  | 03 | 사랑 그땐 (Feat. 하림)              | 단독 | 단독 |
| B1A4 2nd Album 《Who Am I》                                      | 2014년 | 1월 13일  | 05 | Baby                                | 단독 | 단독 |
| B1A4 2nd Album 《Who Am I》                                      | 2014년 | 1월 13일  | 08 | 예뻐                                | 단독 | 단독 |
| B1A4 2nd Album 《Who Am I》                                      | 2014년 | 1월 13일  | 09 | Who Am I                            | 공동 | 공동 |
| 《수상한 그녀 OST》                                              | 2014년 | 1월 28일  | 04 | 한번 더                             | 공동 | 불참 |
| B1A4 Japanese 2nd Album 《2》                                    | 2014년 | 3월 19일  | 04 | Hey!!                               | 공동 | 단독 |
| 《밀리언셀러》                                                   | 2014년 | 4월 3일   | 02 | 동행                                | 불참 | 공동 |
| B1A4 5th Mini Album 《SOLO DAY》                                 | 2014년 | 7월 14일  | 01 | SOLO DAY                            | 단독 | 단독 |
| B1A4 5th Mini Album 《SOLO DAY》                                 | 2014년 | 7월 14일  | 02 | 내가 뭐가 돼                        | 단독 | 단독 |
| B1A4 5th Mini Album 《SOLO DAY》                                 | 2014년 | 7월 14일  | 03 | 잘 돼가                             | 공동 | 공동 |
| B1A4 5th Mini Album 《SOLO DAY》                                 | 2014년 | 7월 14일  | 04 | 물 한잔                             | 단독 | 단독 |
| B1A4 5th Mini Album 《SOLO DAY》                                 | 2014년 | 7월 14일  | 06 | YOU (Feat. 선미)                    | 단독 | 단독 |
| B1A4 Japanese 4th Single 《SOLO DAY》                            | 2014년 | 9월 10일  | 04 | Tell Me Why                         | 공동 | 단독 |
| B1A4 Japanese 5th Single 《白いキセキ》                          | 2015년 | 1월 21일  | 01 | 白いキセキ                          | 공동 | 단독 |
| B1A4 6th Mini Album 《Sweet Girl》                               | 2015년 | 8월 10일  | 01 | Sweet Girl                          | 단독 | 공동 |
| B1A4 6th Mini Album 《Sweet Girl》                               | 2015년 | 8월 10일  | 02 | You Are a Girl I Am a Boy           | 단독 | 단독 |
| B1A4 6th Mini Album 《Sweet Girl》                               | 2015년 | 8월 10일  | 03 | 10년 후                             | 단독 | 단독 |
| B1A4 6th Mini Album 《Sweet Girl》                               | 2015년 | 8월 10일  | 04 | Wait                                | 단독 | 공동 |
| 《그대는》                                                       | 2018년 | 11월 18일 | 1  | 그대는                              | 단독 | 단독 |

3번째 정규 앨범 Good timing
intro.
title:거짓말이야 | 단독 || 작사는 바로와 함께 진행
팬송 함께

## 수상 및 후보
| 연도 | 시상식                      | 부문                        | 작품             | 결과 |
| ---- | --------------------------- | --------------------------- | ---------------- | ---- |
| 2014 | 제50회 백상예술대상         | 영화부문 남자 인기상        | 수상한 그녀      | 후보 |
| 2016 | KBS 연기대상                | 네티즌상                    | 구르미 그린 달빛 | 후보 |
| 2016 | KBS 연기대상                | 남자 신인상                 | 구르미 그린 달빛 | 수상 |
| 2017 | 제53회 백상예술대상         | TV부문 남자 인기상          | 구르미 그린 달빛 | 후보 |
| 2017 | 제53회 백상예술대상         | TV부문 남자 신인연기상      | 구르미 그린 달빛 | 후보 |
| 2017 | 제10회 코리아 드라마 어워즈 | 남자 신인상                 | 구르미 그린 달빛 | 후보 |
| 2019 | 제19회 디렉터스 컷 어워즈   | 올해의 새로운 남자배우상    | 내안의 그놈      | 후보 |
| 2021 | KBS 연기대상                | 남자 인기상                 | 경찰수업         | 수상 |
| 2021 | KBS 연기대상                | 베스트 커플상 (with 차태현) | 경찰수업         | 수상 |